# Leucophenga brunneipennis
Leucophenga brunneipennis är en tvåvingeart som beskrevs av Kahl 1917. Leucophenga brunneipennis ingår i släktet Leucophenga och familjen daggflugor.
Artens utbredningsområde är Bolivia. Inga underarter finns listade i Catalogue of Life.